# 516部队
516部队（正式名称为：关东军陆军化学研究所，又名满洲第五一六部队）是日本侵华战争期间，日本陸軍中以化学战研究、实验为目的专门的化学部队。该部队驻扎于中国东北齐齐哈尔市东郊八里岗（即现在的齐齐哈尔市铁锋区曙光大街南段）。

## 歷史
侵華日軍在九一八事變後佔領了黑龍江齐齐哈尔市，並在日本侵华战争爆發後加强在中國東北地區研究和准备化学战。1937年8月，用于开展化学战试验和研究的关东军技术部被设立，驻地齐齐哈尔。该部门的骨干人员来自大日本帝國陸軍技术本部及陆军科学研究所派驻关东军的常驻军人。1938年5月，设立迫击第二联队（代号为525部队），后来改名为迫击第10大队（代号为526部队），526部队主要为516部队的化学实验做辅助工作，是一支专门练习化学武器使用的部队。
1939年5月11日，关东军技术部下設的化学兵器班独立為化学部，该部门直属于关东军司令部。同年6月10日至16日，关东军化学部主办了第一期关东军化学战专业人员训练班，共有16个师团级单位82名专业技术军官参加，其中校级军官63名，占总人数的76.8%。关东军司令部为该训练班调动了驻扎在齐齐哈尔的第一师团全部兵力参与课目训练，并在训练过程中利用20名中国人进行了毒气效果试验。
1939年年8月，关东军化学部在齐齐哈尔火车站附近的八里岗设立派出机构——关东军陆军化学研究所，部队代号為「516」，编制250人。516部队負責研究、开发、制造、试验和训练使用化学武器，以及進行化学战试验；他們製備了芥子毒氣、路易氏剂、氰酸、光气和二苯基氰化胂，进行了多次毒气试验，不少中国人、苏联人和蒙古人在试验中身亡。一份成文于1945年1月1日的《关东军化学部满洲第五一六部队留守名簿》显示，当时516部队的成員人数达414人，其核心成员是高级军官，专业人员来自医学学校、陆军医院。
在侵華日軍的溃败时期，516部队把原有建筑面积为1000平方米的试验大楼摧毀，以掩盖其罪行，舊址只剩下军官宿舍、碉堡、烟囱、地道等建築物未被夷平。到了1945年日本投降後，516部队销毁了证物和化学武器试验设施，並把剩餘的毒剂和炮弹就地掩埋、或是抛進嫩江。

## 编制构成
516部队本部下设五个课：
- 总务课：负责关东军陆军化学研究所内的各项事务性工作
- 第一课：负责毒气探测及毒物合成研究
- 第二课：负责毒气防护研究
- 第三课：负责毒气伤害医学研究
- 第四课：负责化学剂研究

## 部队长名单
满洲第五一六部队的部队长名单：
首任部队长--关东军技术部长小野行守工兵大佐
第二任部队长--宫本清一炮兵大佐
第三任部队长--山协正男陆军少将
第四任部队长--秋山金正陆军少将